# Avenida Borges de Medeiros (Gramado)

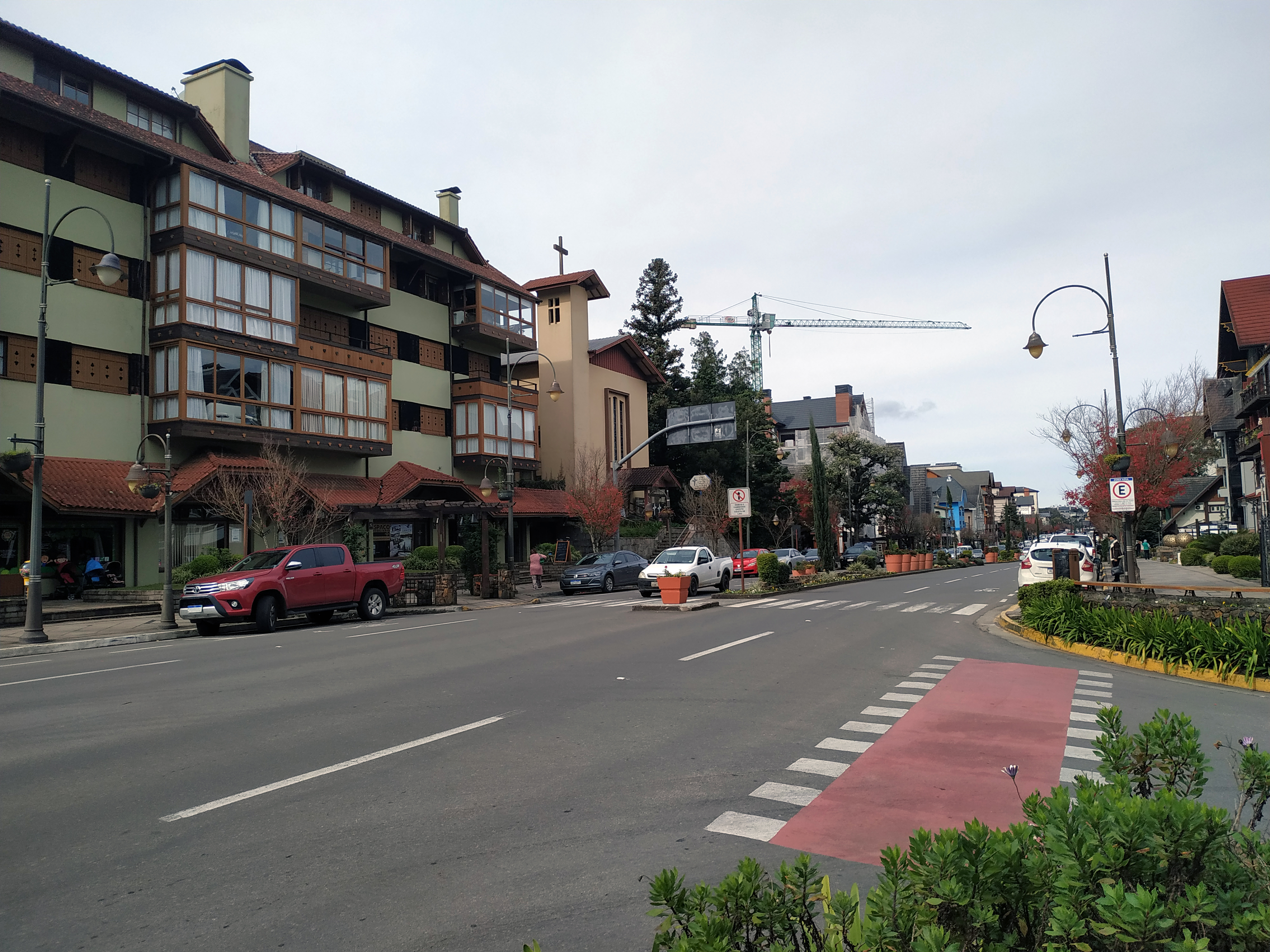
A avenida em junho de 2021

A Avenida Borges de Medeiros é uma das principais vias da cidade gaúcha de Gramado, sendo considerada um dos pontos turísticos e econômicos da cidade, pois nela funcionam vários estabelecimentos comerciais que lhe conferem o "status" de um shopping a céu aberto, além de que é nesta avenida que acontecem os vários desfiles comemorativos durante o ano e, no período natalino, ela recebe uma decoração especial, com inúmeras lâmpadas.
Outro ponto de referência turística da Avenida Borges de Medeiros é o Palácio dos Festivais, principal cinema do Festival de Cinema de Gramado.
A avenida foi uma das primeiras vias abertas pelos colonizadores da região e atualmente a mesma possui uma arquitetura moderna, pois os cabos de energia/telefonia são subterrâneos e seu canteiro central esta sendo florido.